# Pieczarka wielkoowocnikowa
Pieczarka wielkoowocnikowa (Agaricus macrocarpus F.H. Møller) – gatunek grzybów z rodziny pieczarkowatych (Agaricaceae).

## Systematyka i nazewnictwo
Pozycja w klasyfikacji według Index Fungorum: Agaricaceae, Agaricales, Agaricomycetidae, Agaricomycetes, Agaricomycotina, Basidiomycota, Fungi.
Po raz pierwszy opisał go w 1952 r. Friedrich Alfred Möller i nadana przez niego nazwa naukowa jest ważna. Synonimy naukowe:
- Agaricus arvensis var. macrocarpus (F.H. Møller) E. Ludw. 2007
- Psalliota macrocarpa F.H. Møller 1952[2].

Polską nazwę podał Władysław Wojewoda w 2003 r.

## Morfologia
Kapelusz
Średnica 10–20 cm, kształt początkowo półkolisty, potem kolejno łukowaty i płaski. Powierzchnia delikatnie jedwabista, o barwie od białej do żółtawobiałej, czasami z zielonkawym odcieniem, w eksykatach żółta lub brązowa, pokryta przylegającymi, włóknistymi łuseczkami o tej samej barwie. Brzeg z drobnymi resztkami osłony.
Blaszki
Wolne, przez długi czas jasnoróżowobrązowe, dopiero pod koniec rozwoju owocnika purpurowobrązowe do purpurowoczarnych. Ostrza niemal gładkie, z drobnymi białymi kosmkami
Trzon
Wysokość 12–18 cm, grubość 2–3,5 cm, walcowaty z szeroką bulwą, pusty. Powierzchnia nad pierścieniem gładka, jasno różowawa, pod pierścieniem podłużnie włóknista, biała. Pierścień duży, błoniasty, początkowo biały, potem żółknący, na górnej stronie gładki, na dolnej łuskowaty.
Miąższ
Biały, po uszkodzeniu lekko żółknący o słabym smaku i anyżkowym zapachu.
Cechy mikroskopowe
Zarodniki elipsoidalne, 7–8(9) × 5–5,5 µm, jasnobrązowe. Cystydy maczugowate lub pęcherzykowe, w kształcie balonu, czasem z wydłużonym, brodawkowatym wierzchołkiem. Podstawki 4-zarodnikowe, maczugowate, bez sprzążek. Epikutis zbudowany z równoległych strzępek o szerokości od 3 do 6 µm, nie splątanych.
Gatunki podobne
Charakterystyczne dla pieczarki wielkoowocnikowej są duże owocniki. U pieczarki białawej (Agaricus arvensis) po uszkodzeniu miąższ też żółknie, ale jej blaszki są bardziej siwawe i rośnie głównie na łąkach i pastwiskach.

## Występowanie i siedlisko
Najwięcej stanowisk podano w Europie, poza nią nieliczne w Ameryce Północnej i azjatyckich terenach Rosji. W Polsce do 2003 r. jedno stanowisko podał Stanisław Domański w 2001 r. w Lasach Łochowskich, w późniejszych latach podano kilka następnych. Najbardziej aktualne stanowiska podaje internetowy atlas grzybów. Znajduje się w nim na liście gatunków zagrożonych i wartych objęcia ochroną.
Naziemny grzyb saprotroficzny. Występuje w lasach liściastych i iglastych, tylko wyjątkowo na łąkach.
Grzyb jadalny.